# ヨーロッパの大温泉保養都市群
ヨーロッパの大温泉保養都市群（ヨーロッパのだいおんせんほようとしぐん）は、ヨーロッパの7か国の11の温泉都市からなる、国境を越えた世界遺産である。これらの町は天然鉱泉を中心に開発され、18世紀初頭から1930年代にかけて栄えた。

## 登録経緯
構成資産のうち、バースについては、バース市街が既に1987年にユネスコの世界遺産リストに登録されていた。温泉保養地を登録しようとする動きとしては、チェコの「ルハチョヴィツェの温泉保養地とその歴史的温泉関連建造物群」が推薦された例はあったが、第32回世界遺産委員会では登録延期と決議されていた。
今回の構成資産に係る取り組みは2012年に始まった。2014年6月から8月の間に7か国すべてが関連する資産を世界遺産の暫定リストに記載し、2019年に正式な推薦書が提出された。世界遺産委員会の諮問機関である国際記念物遺跡会議の現地調査も同年の9月から10月に行われ、ICOMOSと推薦各国との調整も2020年春には終わっていたものの、新型コロナウイルス感染症の世界的流行による世界遺産委員会の延期のため、この物件の審議も延期された。2021年7月24日、第44回世界遺産委員会拡大会合で正式に世界遺産に登録された。なお、ICOMOSは登録を勧告していたものの、英語名称を推薦時のThe Great Spas of EuropeからThe Great Spa Towns of Europeにすることも勧告していた。正式登録名はこれを反映している。

## 登録基準
この世界遺産は世界遺産登録基準のうち、以下の条件を満たし、登録された（以下の基準は世界遺産センター公表の登録基準からの翻訳、引用である）。
- (2) ある期間を通じてまたはある文化圏において、建築、技術、記念碑的芸術、都市計画、景観デザインの発展に関し、人類の価値の重要な交流を示すもの。
- (3) 現存するまたは消滅した文化的伝統または文明の、唯一のまたは少なくとも稀な証拠。

## 登録地一覧
| ID       | 都市名                           | 国名         | 面積 （ha） | 緩衝地帯面積 （ha） | 座標 | 写真 |
| -------- | -------------------------------- | ------------ | ----------- | ------------------- | --- | ---- |
| 1613-001 | バーデン・バイ・ウィーン         | オーストリア | 343         | 555                 | 北緯50度19分50秒 東経7度43分42.99秒 / 北緯50.33056度 東経7.7286083度北緯48度0分35.98秒 東経16度14分0.98秒 / 北緯48.0099944度 東経16.2336056度 |      |
| 1613-002 | スパ                             | ベルギー     | 772         | 1536                | 北緯50度19分50秒 東経7度43分42.99秒 / 北緯50.33056度 東経7.7286083度北緯50度29分32秒 東経5度52分1秒 / 北緯50.49222度 東経5.86694度            |      |
| 1613-003 | フランティシュコヴィ・ラーズニェ | チェコ       | 367         | 872                 | 北緯50度19分50秒 東経7度43分42.99秒 / 北緯50.33056度 東経7.7286083度北緯50度7分2秒 東経12度21分2秒 / 北緯50.11722度 東経12.35056度            |      |
| 1613-004 | カルロヴィ・ヴァリ               | チェコ       | 1123        | 1029                | 北緯50度19分50秒 東経7度43分42.99秒 / 北緯50.33056度 東経7.7286083度北緯50度13分23秒 東経12度53分0.98秒 / 北緯50.22306度 東経12.8836056度     |      |
| 1613-005 | マリアーンスケー・ラーズニェ     | チェコ       | 835         | 3677                | 北緯50度19分50秒 東経7度43分42.99秒 / 北緯50.33056度 東経7.7286083度北緯49度58分38秒 東経12度41分23.98秒 / 北緯49.97722度 東経12.6899944度    |      |
| 1613-006 | ヴィシー                         | フランス     | 68          | 253                 | 北緯50度19分50秒 東経7度43分42.99秒 / 北緯50.33056度 東経7.7286083度北緯46度7分24.99秒 東経3度25分13秒 / 北緯46.1236083度 東経3.42028度       |      |
| 1613-007 | バート・エムス                   | ドイツ       | 80          | 155                 | 北緯50度19分50秒 東経7度43分42.99秒 / 北緯50.33056度 東経7.7286083度北緯50度19分50秒 東経7度43分42.99秒 / 北緯50.33056度 東経7.7286083度      |      |
| 1613-008 | バーデン＝バーデン               | ドイツ       | 230         | 2377                | 北緯50度19分50秒 東経7度43分42.99秒 / 北緯50.33056度 東経7.7286083度北緯48度45分26.98秒 東経8度14分32.98秒 / 北緯48.7574944度 東経8.2424944度 |      |
| 1613-009 | バート・キッシンゲン             | ドイツ       | 212         | 524                 | 北緯50度19分50秒 東経7度43分42.99秒 / 北緯50.33056度 東経7.7286083度北緯50度11分51.99秒 東経10度4分30秒 / 北緯50.1977750度 東経10.07500度     |      |
| 1613-010 | モンテカティーニ・テルメ         | イタリア     | 114         | 341                 | 北緯50度19分50秒 東経7度43分42.99秒 / 北緯50.33056度 東経7.7286083度北緯43度53分18.98秒 東経10度46分46秒 / 北緯43.8886056度 東経10.77944度    |      |
| 1613-011 | バース                           | イギリス     | 2870        |                     | 北緯50度19分50秒 東経7度43分42.99秒 / 北緯50.33056度 東経7.7286083度北緯51度22分52.7秒 東経2度21分32.6秒 / 北緯51.381306度 東経2.359056度     |      |